# Sveti Nikola, Rijeka
Sveti Nikola (italienska: San Nicolò) är ett lokalnämndsområde i Rijeka i Kroatien. Lokalnämndsområdet omfattar och motsvarar till ytan den urbana stadsdelen Krnjevo.

## Geografi
Lokalnämndsområdet Sveti Nikola och stadsdelen Krnjevo gränsar till lokalnämndsområdena Kantrida och Zamet i väster, Pehlin i norr, Podmurvice i nordöst, Turnić i öster och Mlaka i sydöst. I söder gränsar stadsdelen till havet.  

## Byggnadsverk (urval)
- Heliga Nikola Tavelićs kyrka